# موريس كاي
موريس كاي (بالإنجليزية: Maurice Kay)‏ هو سياسي بريطاني، ولد في 6 ديسمبر 1942. انتخب عضو مجلس الشورى البريطاني.